# Jacques Hintzy
Jacques Hintzy, né le 25 juin 1937 à Charenton-le-Pont et mort le 20 octobre 2013 à Versailles, est un publicitaire français, ancien président du comité français de l'UNICEF.

## Biographie
Diplômé en 1958 de HEC et de Sciences Po, il participa à l'équipe, en tant que salarié de Havas, de Valéry Giscard d'Estaing lors de l'élection présidentielle française de 1974. Son rôle était de préparer les documents de propagande.
Il a utilisé ses compétences de publicitaire en engageant l'Unicef dans la communication publicitaire et le marketing direct.
Jacques Hintzy est inhumé dans la chapelle familiale du cimetière du Nord au Puy-en-Velay.